# Маргоне (Тренто)
Маргоне је насеље у Италији у округу Тренто, региону Трентино-Јужни Тирол.
Према процени из 2011. у насељу је живело 35 становника. Насеље се налази на надморској висини од 940 м.